# Bethamcherla
Bethamcherla es una ciudad censal situada en el distrito de Kurnool en el estado de Andhra Pradesh (India). Su población es de 38994 habitantes (2011). Se encuentra a 46 km de Kurnool y a 246 km de Hyderabad. 

## Demografía
Según el censo de 2011 la población de Bethamcherla era de 38994 habitantes, de los cuales 19424 eran hombres y 19570 eran mujeres. Bethamcherla tiene una tasa media de alfabetización del 65,60%, inferior a la media estatal del 67,02%: la alfabetización masculina es del 75,03%, y la alfabetización femenina del 56,34%.